# Mark Joseph Seitz
Mark Joseph Seitz (Milwaukee, 10 gennaio 1954) è un vescovo cattolico statunitense, dal 6 maggio 2013 vescovo di El Paso.

## Biografia
Mark Joseph Seitz è nato a Milwaukee, nel Wisconsin, il 10 gennaio 1954 ed è il maggiore di dieci fratelli.

### Formazione e ministero sacerdotale
Nel 1972 è entrato nel seminario "Santissima Trinità" dell'Università di Dallas. Nel 1976 ha conseguito il Bachelor of Arts in filosofia, nel 1980 il Master of Divinity e nel 1982 il Master of Arts in teologia. Nell'estate del 1984 ha seguito un corso di liturgia presso l'Università di Notre Dame a South Bend. Nel 1985 ha ottenuto il Master of Arts in studi liturgici il College of Saint Benedict and Saint John's University a Collegeville, nel Minnesota. Nell'estate dell'anno successivo ha seguito un corso di spiritualità presso la Dusquesne University a Pittsburgh. Nell'autunno del 2002 ha seguito un internariato presso il National Catholic Bioethics Center di Boston.
Il 7 aprile 1979 è stato ordinato diacono per la diocesi di Dallas nella cappella del seminario "Santissima Trinità" di Irving da monsignor Thomas Ambrose Tschoepe. Il 17 maggio 1980 è stato ordinato presbitero nella chiesa di Santa Giovanna d'Arco a Okauchee Lake da monsignor Thomas Ambrose Tschoepe. In seguito è stato vicario parrocchiale della parrocchia del Buon Pastore a Garland dal 1980 al 1984; cappellano delle Catholic Daughters of America dal 1981 al 1984; professore aggiunto di liturgia e teologia sacramentaria presso l'Università di Dallas dal 1985 al 1993; direttore del comitato per la formazione permanente del clero dal 1985 al 1996; padre spirituale del seminario "Santissima Trinità" di Irving dal 1986 al 1987; direttore liturgico dello stesso dal 1986 al 1993; vice-rettore del seminario dal 1987 al 1993; parroco della parrocchia di San Giuseppe a Waxahachie dal 1993 al 2002; vicario foraneo del primo decanato dal 1996 al 2001; parroco della parrocchia di Santa Rita a Dallas dal 2003 al 2010; vicario foraneo del quinto decanato dal 2004 al 2007 e vicario generale e parroco della parrocchia di Tutti i Santi a Dallas dal 2010. Nel 2009 ha donato un rene a una parrocchiana.
È stato anche membro della commissione liturgica diocesana dal 1985 al 1987; membro del consiglio presbiterale dal 1988 al 1993, dal 1999 al 2006 e dal 2007 al 2013; direttore spirituale per il Dallas/Fort Worth Courage dal 1998 al 2010; membro del team diocesano di solidarietà per l'Honduras dal 2002 al 2010; membro del collegio dei consultori dal 2007 al 2013; membro del consiglio di amministrazione del BirthChoice Catholic Crisis Pregnancy Center dal 2009 al 2010 e membro del consiglio di amministrazione di Catholic Legal Immigration Network (CLINIC).
Il 30 agosto 2004 è stato nominato cappellano di Sua Santità.

### Ministero episcopale
L'11 marzo 2010 papa Benedetto XVI lo ha nominato vescovo ausiliare di Dallas e titolare di Cozila. In occasione della nomina ha dichiarato: "Ho imparato nel corso degli anni che seguire Cristo è un'avventura piena di tuffi e svolte totalmente inaspettati. Quando dai la tua vita al suo servizio, è meglio che impari a goderti il viaggio". Ha ricevuto l'ordinazione episcopale il 27 aprile successivo dal vescovo di Dallas Kevin Joseph Farrell, co-consacranti il vescovo emerito della stessa diocesi Charles Victor Grahmann e il vescovo di Shreveport Michael Gerard Duca.
Nel marzo del 2012 ha compiuto la visita ad limina.
Il 6 maggio 2013 papa Francesco lo ha nominato vescovo di El Paso. Ha preso possesso della diocesi il 9 luglio successivo con una cerimonia nel centro congressi di El Paso.
Il vescovo Seitz è un sostenitore del trattamento umano di migranti, rifugiati e richiedenti asilo che arrivano al confine meridionale del paese. Il 27 giugno 2019, ha eseguito un'azione pubblica in cui lui e i membri dell'Hope Border Institute hanno scortato sette richiedenti asilo centroamericani al ponte internazionale di Santa Fe di Ciudad Juárez per assisterli nella richiesta di asilo.
Il 18 luglio 2017, ha pubblicato una lettera pastorale sull'immigrazione in cui ha affermato che "i leader eletti non hanno ancora raccolto il coraggio morale per attuare una riforma permanente e globale dell'immigrazione" e ha elogiato gli sforzi di "individui, famiglie, pastori eroici, religiosi, parrocchie e istituzioni che si dedicano al servizio di migranti e rifugiati e fanno campagna contro la militarizzazione del nostro confine". Ha espresso preoccupazione per le famiglie di immigrati che temono la separazione e per le forze dell'ordine che "mettono le loro vite in pericolo per arginare il flusso di armi e droga" ma che sono "turbate nella coscienza dalla retorica politica che divide e dai nuovi editti provenienti da Washington, DC". Ha condannato i centri di detenzione per immigrati basati sul profitto, l'ostilità mostrata ai richiedenti asilo e "il disprezzo dei nostri fratelli e sorelle musulmani".
All'indomani della strage di El Paso del 3 agosto 2019, ha scritto una lettera pastorale sul razzismo e la supremazia bianca in cui ha scritto che: "Se siamo onesti, il razzismo riguarda davvero l'avanzare, puntellare e non riuscire a opporsi a un sistema di privilegio e vantaggio bianco basato sul colore della pelle. Quando questo sistema inizia a plasmare le nostre scelte pubbliche, a strutturare la nostra vita comune e diventa uno strumento di classe, questo è giustamente chiamato razzismo istituzionalizzato. L'azione per costruire questo sistema di odio e l'inazione per opporsi al suo smantellamento è ciò che giustamente chiamiamo supremazia bianca. Questo è il maligno e il "padre della menzogna" (Gv. 8, 44) incarnato nelle nostre scelte e stili di vita quotidiani, nelle nostre leggi e istituzioni". La lettera pastorale ricorda la storia del razzismo negli Stati Uniti, in particolare la storia del colonialismo e del terrore razziale al confine tra Stati Uniti e Messico. Invita i cattolici a lottare contro il razzismo e riconosce il sostegno della Chiesa cattolica negli Stati Uniti al divieto di vendita di armi d'assalto.
Nel febbraio del 2020 il vescovo Seitz, insieme ai vescovi del Texas, dell'Arkansas e dell'Oklahoma, si è incontrato con papa Francesco a Roma nell'ambito della visita ad limina. Il pontefice ha donato al vescovo Seitz cinquanta rosari che aveva personalmente benedetto per i sopravvissuti alla sparatoria di El Paso.
In seno alla Conferenza Episcopale degli Stati Uniti è membro del sottocomitato per gli affari ispanici, del comitato per il culto divino, del comitato per la vita e del sottocomitato per la Chiesa in America latina.
È anche membro del Courage International Episcopal Board dal 2015, moderatore episcopale del National Catholic Risk Retention Group, Inc dal 2016, moderatore episcopale della National Pastoral Musicians Association dal 2017 e membro del consiglio di amministrazione di Catholic Charities dal 2019.
Nel giugno 2024 ha criticato pubblicamente il temporaneo blocco governativo sul fronte dell'immigrazione.
Parla l'inglese e lo spagnolo.
È membro di quarto grado dei Cavalieri di Colombo e membro dell'Ordine equestre del Santo Sepolcro di Gerusalemme.

## Genealogia episcopale e successione apostolica
La genealogia episcopale è:
- Cardinale Scipione Rebiba
- Cardinale Giulio Antonio Santori
- Cardinale Girolamo Bernerio, O.P.
- Arcivescovo Galeazzo Sanvitale
- Cardinale Ludovico Ludovisi
- Cardinale Luigi Caetani
- Cardinale Ulderico Carpegna
- Cardinale Paluzzo Paluzzi Altieri degli Albertoni
- Papa Benedetto XIII
- Papa Benedetto XIV
- Papa Clemente XIII
- Cardinale Marcantonio Colonna
- Cardinale Giacinto Sigismondo Gerdil, B.
- Cardinale Giulio Maria della Somaglia
- Cardinale Carlo Odescalchi, S.I.
- Cardinale Costantino Patrizi Naro
- Cardinale Lucido Maria Parocchi
- Papa Pio X
- Papa Benedetto XV
- Papa Pio XII
- Cardinale Francis Joseph Spellman
- Cardinale Terence James Cooke
- Cardinale Theodore Edgar McCarrick
- Cardinale Kevin Joseph Farrell
- Vescovo Mark Joseph Seitz

La successione apostolica è:
- Vescovo Anthony Cerdan Celino (2023)

## Araldica
| Stemma | Titolare                             | Descrizione |
|        | Mark Joseph Seitz Vescovo di El Paso | Partito semitroncato: al primo d'azzurro a due pile rovesciate scorciate e trifogliate d'argento, sormontate da una stella (5) dello stesso, bordato ondato dello stesso a destra e in punta; al capo d'oro all'ancora cordata d'azzurro; al secondo d'argento alla rosa al naturale e al trifoglio di verde, alla fascia abbassata d'argento filettata d'azzurro, caricata di tre biglietti d'oro bordati d'azzurro, ciascuno caricato da una losanga di rosso, bordata cucita d'aranciato e ribordata cucita d'azzurro attraversante sul tutto, addestrata e sinistrata da due scaglioni coricati di carnagione, al filetto d'aranciato attraversante; al terzo di rosso al leone d'oro alato d'argento tenente un libro aperto dello stesso caricato del motto "PAX TIBI MARCE EVANGELISTA MEVS" di nero. Ornamenti esteriori da vescovo. Motto: "Paratum cor meum" ("Il mio cuore è pronto"). |